# بول سويزي
كان بول مارلور سويزي (بالإنجليزية: Paul Marlor Sweezy)، (10 أبريل 1910 - 27 فبراير 2004) اقتصاديًا ماركسيًا وناشطًا سياسيًا وناشرًا ومحررًا مؤسسًا لمجلة مونثلي ريفيو العريقة. اشتُهر بإسهاماته في النظرية الاقتصادية باعتباره واحدًا من أبرز الخبراء الاقتصاديين الماركسيين في النصف الثاني من القرن العشرين.

## نشأته وتعليمه
وُلد بول سويزي، في 10 أبريل 1910، في مدينة نيويورك، وهو الأصغر من بين ثلاثة أبناء لإيفريت بي سويزي، نائب رئيس البنك الوطني الأول في نيويورك. والدته هى كارولين ويلسون سويزي، كانت خريجة كلية جوتشر بمدينة بالتيمور.
التحق سويزي بأكاديمية فيليبس إكستر، ثم التحق بجامعة هارفارد، وكان محررًا لصحيفة هارفارد كريمسون، وتخرج بامتياز مع مرتبة الشرف في عام 1932. تحولت اهتماماته من الصحافة إلى الاقتصاد بعد أن أكمل دراسته الجامعية. قضى سويزي العام الدراسي 1931-1932 في تلقي دورات في كلية لندن للاقتصاد، وسافر إلى مدينة فيينا للدراسة خلال العطلات. تعرض سويزي في هذا الوقت لأول مرة للأفكار الاقتصادية الماركسية. وتعرف على الخبير الاقتصادي والمنظر السياسي الأمريكي هارولد لاسكي والاقتصادية البريطانية جوان روبنسون وغيرهم من المفكرين البريطانيين اليساريين الشباب في ذلك الوقت.
التحق سويزي عند عودته إلى الولايات المتحدة بجامعة هارفارد مرة أخرى، وحصل على درجة الدكتوراه فيها عام 1937. أصبح سويزي أثناء دراسته «الابن المصطنع أو البديل» لعالم الاقتصاد النمساوي الأصل الشهير جوزيف شومبيتر، بالرغم من تعارض وجهات نظرهما تمامًا على المستوى الفكري. كما كان لمناقشاتهما لاحقًا، بوصفهما زملاء في جامعة هارفارد، حول «قوانين الرأسمالية» مكانة أسطورية لدى جيل من الاقتصاديين في الجامعة.
أسس سويزي، أثناء وجوده في جامعة هارفارد، الدورية الأكاديمية «مجلة الدراسات الاقتصادية» ونشر مقالات حول المنافسة غير الكاملة، ودور التوقعات في تحديد العرض والطلب، ومشكلة الركود الاقتصادي.

### مسيرته الأكاديمية والخدمة العسكرية
أصبح سويزي محاضرًا في جامعة هارفارد في عام 1938. ساعد، أثناء عمله بها، في إنشاء فرع محلي للاتحاد الأمريكي للمعلمين، وهو اتحاد المعلمين بجامعة هارفارد. كتب سويزي في هذه الفترة أيضًا مجموعة من المحاضرات، أصبحت في ما بعد أحد أهم أعماله في الاقتصاد، ككتاب «نظرية التطور الرأسمالي» (1942)، وهو كتاب يلخص نظريات قيمة العمل لماركس وأتباعه. كان هذا هو أول كتاب باللغة الإنجليزية يتناول بدقة مسائل مثل «مشكلة التحويل».
عمل سويزي لدى العديد من وكالات الصفقة الجديدة «نيو ديل» (وهي مجموعة من البرامج الاقتصادية أطلقت في الولايات المتحدة عام 1933 لإنعاش الاقتصاد) في تحليل تركيز القوة الاقتصادية وديناميكيات الاحتكار والمنافسة. تضمن هذا البحث الدراسة المؤثرة للجنة الموارد الوطنية، «جماعات المصالح في الاقتصاد الأمريكي» والتي حددت أقوى ثمانية تحالفات مالية صناعية في قطاع الأعمال الأمريكي.
عمل سويزي، منذ عام 1942 إلى عام 1945، في قسم البحث والتحليل في مكتب الخدمات الاستراتيجية. أُرسل سويزي إلى لندن، حيث تطلب عمله في مكتب الخدمات الإستراتيجية مراقبة السياسة الاقتصادية البريطانية للحكومة الأمريكية. مضى في تحرير النشرة الشهرية لـلمكتب، والتقرير السياسي الأوروبي. حصل سويزي على النجمة البرونزية لدوره في الحرب. حصل كذلك على جائزة التسريح من مجلس أبحاث العلوم الاجتماعية عند نهاية الحرب. منح الكونجرس الأمريكي، في 14 ديسمبر 2016، «ميدالية الكونجرس الذهبية لأعضاء مكتب الخدمات الإستراتيجية مجتمعين تقديرًا لإسهاماتهم القيمة والكبيرة خلال الحرب العالمية الثانية».
كتب سويزي للصحافة الليبرالية على نطاق واسع، خلال فترة ما بعد الحرب، ومن بينها منشورات كمجلة ذا نيشن ومجلة ذا نيو ريببلك وغيرهما. كما كتب كتابًا بعنوان الاشتراكية، نُشر عام 1949، بالإضافة إلى عدد من المقالات القصيرة التي جُمعت في شكل كتاب بعنوان «الحاضر كتاريخ» عام 1953. ترك سويزي منصبه التدريسي في جامعة هارفارد عام 1947، في حين كان قد بقي عامان على انتهاء عقده مع الجامعة، وذلك حتى يتفرغ للكتابة والتحرير مكرسًا حياته لهما بشكل كامل.

### مجلة مونثلي ريفيو
في عام 1949، أطلق سويزي وليو هوبرمان مجلة جديدة تسمى مونثلي ريفيو، تحت الرعاية المالية من المؤرخ والناقد الأدبي إف. أو. ماتيسن. صدر العدد الأول في مايو من ذلك العام وشمل مقال ألبرت أينشتاين «لماذا الاشتراكية؟». تصف المجلة، التي تأسست في خضم ما يُعرف بالمكارثية، نفسها بأنها اشتراكية «مستقلة عن أي منظمة سياسية».
انتشرت مجلة مونثلي ريفيو بسرعة في إنتاج الكتب والكراسات من خلال دار مونثلي ريفيو للنشر.
على مر السنين، نشرت مجلة مونثلي ريفيو مقالات لمجموعة متنوعة من الكتّاب، بما في ذلك مواد بقلم ألبرت أينشتاين ودو بويز وجان بول سارتر وتشي جيفارا وجوان روبنسون.

### نشاطه
في عام 1954، قام المدعي العام لنيوهامبشاير السيد لويس سي. وايمان باستدعاء سويزي للاستفسار حول محتويات محاضرته كأستاذ زائر في جامعة نيوهامبشاير وأيضًا عن معتقداته وجمعياته السياسية، مطالبًا إياه بتقديم أسماء شركائه السياسيين. رفض سويزي الامتثال لشروطه مشيرًا إلى حقه في حرية التعبير مثلما جاء في التعديل الأول لدستور الولايات المتحدة. تم الاستشهاد به بتهمة ازدراء المحكمة وسُجن لفترة وجيزة، لكن المحكمة العليا الأمريكية ألغت الإدانة في قضية تاريخية للحرية الأكاديمية فيما يُعرف بمحاكمة سويزي ضد نيوهامبشاير، 354 الولايات المتحدة 234 (عام 1957).
تنوع نشاط سويزي ضمن مجموعة واسعة من القضايا التقدمية، بما في ذلك لجنة الحريات المدنية الطارئة ونقابة المحامين الوطنية والمجلس الوطني للفنون والعلوم والمهن ولجنة اللعبة النظيفة لكوبا. تقلد سويزي منصب رئيس لجنة الدفاع عن كارل مارزاني وكان نشطًا بشكل خاص في القتال ضد محاكمة أعضاء الحزب الشيوعي بموجب قانون سميث.
اشتُهر سويزي بمعارضته الصريحة لحرب فيتنام، في حين كان مؤيدًا بارزًا لمحكمة جرائم الحرب الدولية التابعة لبرتراند راسل.